# S/2009 S 1

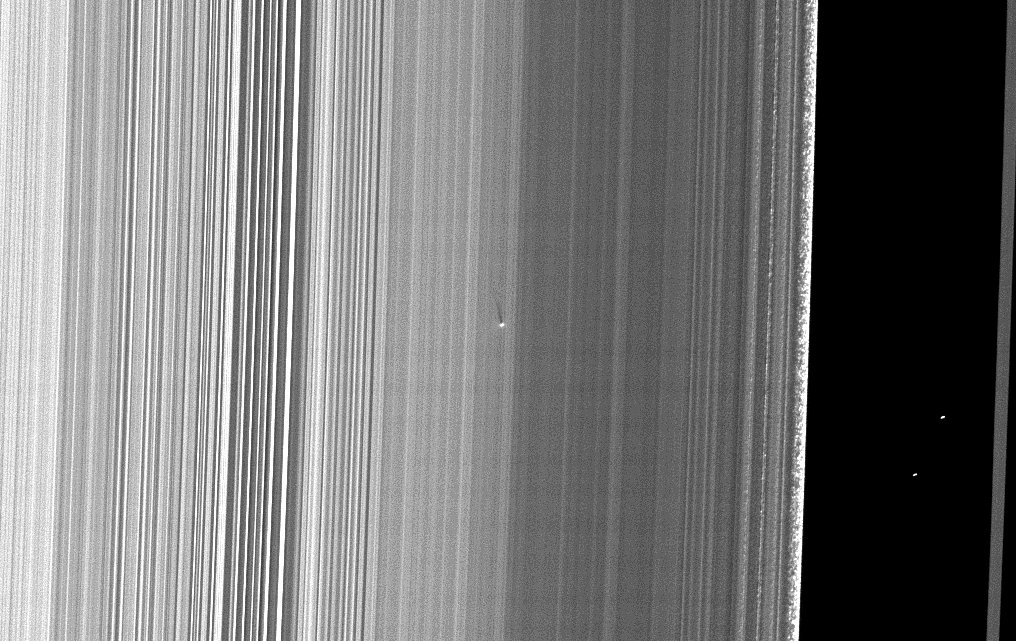
O ponto brilhante com uma grande sombra no centro da imagem é S/2009 S 1. A divisão Cassini está à direita.

S/2009 S 1 é a designação provisória dada a uma pequena lua de Saturno. Foi descoberta pelo Cassini Imaging Team em 26 de julho de 2009. S/2009 S 1 orbita Saturno a uma distância de cerca de 117 000 quilômetros, com um diâmetro aproximado de 400 metros, na parte externa do anel B de Saturno. A lua foi detectada durante um evento de cruzamento do plano do anel por uma sombra de aproximadamente 36 quilômetros projetada no anel B de Saturno. Está localizada a aproximadamente 150 metros acima do anel. A imagem para descobrir S/2009 S 1 foi tirada a uma distância de 296 000 km de Saturno.